# Kanjikoil
Kanjikoil là một thị xã panchayat của quận Erode thuộc bang Tamil Nadu, Ấn Độ.

## Nhân khẩu
Theo điều tra dân số năm 2001 của Ấn Độ, Kanjikoil có dân số 11.148 người. Phái nam chiếm 50% tổng số dân và phái nữ chiếm 50%. Kanjikoil có tỷ lệ 59% biết đọc biết viết, thấp hơn tỷ lệ trung bình toàn quốc là 59,5%: tỷ lệ cho phái nam là 66%, và tỷ lệ cho phái nữ là 52%. Tại Kanjikoil, 7% dân số nhỏ hơn 6 tuổi.